# برش (نظریه رسته‌ها)

f یک پس‌گیر برای g است. g یک برش f است.f.

یک برش (به انگلیسی: section) در نظریه رسته‌ها، که شاخه‌ای از ریاضیات است، برابر وارون راست یک ریختار است. دوگان این مفهوم، یعنی پس‌گیری (به انگلیسی: retraction) برابر وارون چپ یک ریختار است. به زبان دیگر، اگر f : X → Y و g : Y → X ریختارهایی باشند که ترکیب آن‌ها یعنی f o g : Y → Y برابر ریختار همانی روی Y است، آنوقت g یک برش f است، و f یک پس‌گیری g است.